# Vincenzo Muccioli
Vincenzo Muccioli (Rimini, 6 gennaio 1934 – Coriano, 19 settembre 1995) è stato un imprenditore italiano, fondatore della Comunità di San Patrignano, dedicata al recupero e alla riabilitazione dei tossicodipendenti.

## Biografia
Primo di due figli. Il secondo, Pier Andrea, è un geologo. Vincenzo Muccioli interruppe gli studi di scuola superiore e cominciò a lavorare con il padre che gestiva un'agenzia d'assicurazioni, coltivando sin da ragazzino la passione per gli animali e per l'agricoltura. Nel 1962 sposò Maria Antonietta Cappelli (1934-2020), figlia di agiati albergatori per i quali lo stesso Muccioli lavorerà. Dal matrimonio con Antonietta, Vincenzo ha avuto due figli: Andrea Maria e Giacomo Maria.

### La fondazione della comunità di San Patrignano
Qualche anno dopo il matrimonio, Muccioli, mentre moglie e figli continuano a risiedere a Rimini, si trasferisce in un piccolo podere nel comune di Coriano donatogli dalla famiglia della moglie per potersi dedicare più a fondo all'allevamento di pregiate razze canine e all'agricoltura. La via di accesso a questo podere si chiama San Patrignano, da cui prenderà il nome la comunità terapeutica destinata a diventare in seguito la più grande d'Europa. Nella prima metà degli anni settanta, nello stesso luogo, Muccioli si era interessato insieme ad alcuni amici alla parapsicologia e allo spiritismo, creando il gruppo del "Cenacolo" (nel quale lo stesso Muccioli ricopriva il ruolo di medium e si autodichiarava reincarnazione di Gesù Cristo), dedito alle sedute spiritiche e alla medicina naturale. Il gruppo, tramite queste pratiche, si avvicina alle problematiche del disagio e dell'emarginazione e alcuni suoi membri collaboreranno con Muccioli alla creazione di San Patrignano.

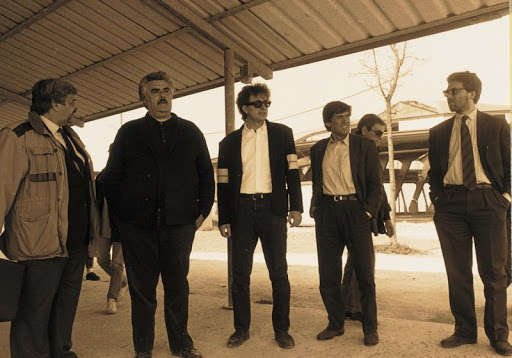
Vincenzo Muccioli (secondo dalla sinistra), il presentatore TV e suo amico Red Ronnie (al centro) e Gianni Morandi

Nel novembre del 1978 nella casa di campagna di Muccioli entra quella che sarà la prima ospite della comunità, una giovane tossicodipendente trentina, figlia di amici di famiglia. Nel giro di poco tempo vengono accolti molti ragazzi che chiedono aiuto. Quando il numero degli ospiti è arrivato a trenta, viene costituita la cooperativa di San Patrignano che dichiara come suo obiettivo principale il fornire assistenza gratuita ai tossicodipendenti ed agli emarginati. Nel 1985 Muccioli e i familiari dichiarano di rinunciare ad alcune loro proprietà, donandole alla Fondazione San Patrignano costituita quell'anno con il determinante aiuto di Gian Marco e Letizia Moratti che, nel corso del tempo, arrivarono a investire 286 milioni di euro nella comunità. In generale, il bilancio dichiarato della comunità si aggira sui trenta milioni di euro l'anno, di cui la metà da donazioni di privati, e il resto da convenzioni con la Regione e dal frutto del lavoro degli ospiti.
Da quel giorno, la comunità appartiene ai soci della Fondazione al fine dichiarato di aiutare coloro che vi operano e vivono o che ad essa si rivolgono in cerca di sostegno e di aiuto. Il fondatore della comunità dichiarava di ispirarsi a princìpi e valori che facevano parte della sua formazione culturale ed umana, come il rispetto per la vita e la dignità dell'uomo mentre i suoi detrattori sottolineavano che era accertato l'uso di metodi violenti, da alcuni definiti "terrificanti" come schiaffi e umiliazioni pubbliche, botte, catene e spedizioni punitive, contrari alla dignità umana. Muccioli diceva che il modello di riferimento attorno a cui era cresciuta e si era sviluppata la comunità riproduceva la profondità e l'intensità di un vero nucleo familiare, mentre i suoi avversari ponevano in luce i suoi aspetti dispotici e la brutalità con cui venivano trattati gli ospiti, una brutalità che portò a diversi suicidi ed a un omicidio.

### Morte
Morì il 19 settembre 1995 a 61 anni. La causa della morte non fu rivelata, anche se il Corriere della Sera scrisse che l'aggravamento fu dovuto a un'epatite C e che non erano dissipati i dubbi che avesse contratto l'AIDS per contagio da malati accolti nella comunità. Andrea, il figlio maggiore di Vincenzo Muccioli, ha preso il posto del padre, vivendo e lavorando a San Patrignano alla guida della comunità, fino al 26 agosto 2011.

## Procedimenti giudiziari

Muccioli con Gian Marco Moratti

Nel corso della sua vita, Vincenzo Muccioli ha dovuto affrontare due processi. Il primo ebbe inizio col rinvio a giudizio il 10 dicembre 1983. Il 16 febbraio 1985 Muccioli fu condannato in primo grado per sequestro di persona e maltrattamenti per avere incatenato alcuni giovani della comunità (cosiddetto Processo delle catene). Nel novembre 1987 la Corte d'Appello assolse l'imputato per gli stessi reati e la sentenza di assoluzione fu confermata dalla Cassazione il 29 marzo 1990. Il secondo, tenutosi nel 1994, ha portato a una condanna a otto mesi di carcere per favoreggiamento (con la sospensione condizionale della pena) e a un'assoluzione dall'accusa di omicidio colposo per l'assassinio, avvenuto in comunità, di Roberto Maranzano. Tuttavia, pochi giorni prima della sua morte (avvenuta il 19 settembre 1995), la Corte di Cassazione, sez. sesta, con sentenza n. 3063 del 13/07/1995 (dep. 15/09/1995) su ricorso della Procura generale di Bologna sancì che fu un errore processare Muccioli per omicidio colposo e che, se fosse stato in vita, avrebbe dovuto essere giudicato di nuovo per la morte di Roberto Maranzano con la più grave accusa di maltrattamenti seguiti da morte.

## Controversie
La figura di Muccioli è stata oggetto di discordanti interpretazioni, talvolta contornate da animate polemiche, che hanno creato, nei media e nel mondo politico, fazioni opposte nella valutazione della sua opera. La controversia verte principalmente sui metodi di Muccioli a proposito di accuse di violenza avvenute all'interno della sua comunità, con eccessi talvolta sfociati in delitti anche gravi.
Durante il quindicesimo congresso mondiale di psichiatria sociale i professori Sergio De Risio e Mario Cagossi dell'Istituto di psichiatria dell'Università Cattolica del Sacro Cuore, definirono la comunità un paradosso a causa delle elevate dimensioni e del conseguente insorgere di focolai di violenza più o meno visibili, il che contraddirebbe l'idea di comunità terapeutica, fondata sulle piccole quantità dei suoi membri e con un'organizzazione centrata sulle necessità del singolo e del gruppo. Muccioli fu accusato di utilizzare un metodo coercitivo per trattenere gli ospiti all'interno della Comunità durante le crisi di astinenza e fu oggetto di procedimenti penali al fine di verificare se tali coercizioni configurassero indebite restrizioni della libertà personale dei soggetti interessati.
Durante i processi emersero pubblicamente dettagli sull'uso di catene ed altri analoghi metodi di contenzione. Nel 1993 la rivelazione di un ex ospite, Franco Grizzardi, diede nuova linfa alle polemiche: questi sosteneva che un ragazzo palermitano, Roberto Maranzano, dato per disperso dal 1989 dopo essersi allontanato in circostanze mai chiarite dalla Comunità, in realtà era stato ucciso dagli eccessi di un pestaggio subito nella porcilaia della struttura perché non si poteva alzare lo sguardo mentre si mangiava.
Grazie alla collaborazione di questo testimone il cadavere di Maranzano fu rinvenuto in una discarica presso Terzigno. L'autopsia rivelò che quanto denunciato era vero e che vi erano segni di percosse. Inoltre un'audiocassetta registrata dall'autista di Muccioli, Walter Delogu (padre della conduttrice radiotelevisiva Andrea), il fatto che Muccioli era sin dal primo momento a conoscenza del delitto, anzi cercava in quel dialogo di convincerlo a fare sparire il Grizzardi, diventato pericoloso in quanto continuava a ricattare minacciando di denunciare i fatti. Nella registrazione agli atti del processo ed ascoltata in aula il 2 novembre 1994 Muccioli, riferendosi ad uno dei testimoni dell'omicidio, asserì che Ci vorrebbe un'overdose... due grammi d'eroina e un po' di stricnina... bisogna operare come con i guanti del chirurgo. Oppure bisognerebbe sparargli con una pistola sporca. Queste denunce spinsero molti altri ospiti a denunciare percosse e violenze.
Durante gli anni del processo, un ex dipendente di San Patrignano, presentandosi volontariamente al Commissariato di Polizia, dichiarò di aver ricoperto per anni il ruolo preposto al recupero e pestaggio dei fuggitivi. Vennero pure allo scoperto alcuni misteriosi suicidi, come quelli di Natalia Berla e Gabriele De Paola, avvenuti nella primavera dell'89, e quello di Fioralba Petrucci, risalente al giugno 1992. Tutte e tre le persone si sarebbero suicidate mentre si trovavano in clausura punitiva all'interno della comunità, gettandosi dalle finestre delle stanze in cui erano chiuse.

## Opere
- Vincenzo Muccioli, Elio Guido Rondanelli, Maurizio Strosselli, François Wasserfallen. AIDS: luci ed ombre, "I Quaderni" n. 17, Associazione Carlo Cattaneo, Lugano, Consolato generale d'Italia, 1992.
- Vincenzo Muccioli. La mia battaglia contro la droga, l'emarginazione e l'egoismo, con Davide Giacalone, Milano, Sperling & Kupfer, 1993. ISBN 88-200-1523-4.
- Io, Vincenzo Muccioli, Rimini, San Patrignano, 1995.

## Film su Vincenzo Muccioli
- SanPa - Luci e tenebre di San Patrignano, docu-serie Netflix (2020)